# Sus oliveri
Sus oliveri — невеликий вид із роду свиней (Sus), який можна знайти лише на острові Міндоро в центральній частині Філіппін. Показано, що цей вид, який раніше вважався підвидом S. philippensis, морфологічно та генетично відрізняється.
Цей вид є предметом інтенсивного полювання і надзвичайно рідкісний.

## Поширення
Раніше цей вид зустрічався в лісах (первинних і вторинних), а також у більшості інших типів місць існування, від рівня моря до верхніх гір і мохових лісових районів. Зараз він зустрічається в низинних, середньогірних і сухих молавових лісах і луках саван, але здебільшого він поширений на висотах вище 800 м над рівнем моря. Нещодавні обстеження спостерігали сліди та валяння в первинних і вторинних лісах, струмках, берегах річок, луках, болотах і орних угіддях корінних жителів на висоті від 240 до 1700 м над рівнем моря, з меншою частотою на менших висотах. 

## Спосіб життя
Інформації про екологію виду дуже мало. Передбачається, що вид харчується різноманітними рослинними і тваринними речовинами, такими як бульби, опале фрукти та безхребетні, подібні до близькоспорідненого S.philippensis. Місцеві громади на горі Калавіт повідомляють про те, що дикі свині нападають на поля місцевих гірських культур (кайнгін), засаджені коренеплодами.